# 学术图书馆
學術圖書館（英語：Academic library）是附屬於高等教育機構的圖書館，為兩個目的服務，支援校內的教職員與學生從事課程活動與研究活動。附屬於大學的為大學圖書館（University library），附屬於學院的為學院圖書館（College library），臺灣的《圖書館法》統稱為大專校院圖書館（大專校院指大學、教育大學、技術大學、獨立學院、技術學院、專科學校等臺灣的高等教育體系學校）。附屬於中等教育和初等教育機構（即高中、初中、小學）的圖書館稱為學校圖書館（School library），臺灣的《圖書館法》稱為中小學圖書館。
研究型圖書館（Research library）是深度收藏一個或多個領域主題之資料（如古籍、手稿等善本特藏，或特定學科領域、區域研究的學術文獻），以滿足研究之需求而設立的圖書館。自我定位為研究型圖書館者，大多為學術圖書館、國家圖書館、附屬於研究機構、博物館、檔案館、美術館等機構的專門圖書館。某些公共圖書館或不隸屬任何機構獨立運作的專門圖書館，因歷史悠久，具有充足深厚的研究型館藏，也會是研究型圖書館，前者如紐約公共圖書館，後者如紐伯利圖書館、福爾格的莎士比亞圖書館。

## 定義

### 明文
- 資訊與圖書館管理辭典（Dictionary of Information and Library Management，2008）的解釋為：專為一所大學內之工作人員與學生而設的圖書館。
- 圖書資訊學線上辭典（Online Dictionary for Library and Information Science，2007）的解釋為：由一所大學所設立的圖書館或圖書館系統，其目的為滿足學生、教職員工對資訊、研究及課程之需要。大型圖書館經常設有大學部圖書館，以與研究圖書館有所區別。
- 圖書館學辭典（English Chinese Dictionary of Library Science，民73）的解釋為：大學附設的圖書館，可能是一個圖書館，也可能是一批圖書館，服務對象主要是本校師生。
- 中華民國《圖書館法》第4條第2項第3款：「指由大專校院所設立，以大專校院師生為主要服務對象，支援學術研究、教學、推廣服務，並適度開放供社會大眾使用之圖書館。」

### 圖書館是大學的心臟
Carter, Allan M.的名言："The library is the heart of a university; no other single non-human factor is as closely related to the quality of graduate education."

（中譯：圖書館是大學的心臟，在所有非人為因素中，與高等教育的品質最密切相關。）

## 歷史沿革
- 12世紀末始有大學出現，而初期大學中並無圖書館，學生團體的藏書，可能是大學中最早的圖書館。

### 大學圖書館先驅
中世紀英國著名私人藏書家柏里（R. de Bury，1287-1345）將私人藏書委託牛津大學保存利用。

### 歐洲
1. 多數歐洲大學在14世紀時已設立各學院圖書館，而總圖書館則晚數百年才設立。
2. 早期學院圖書館藏書大部分來自捐贈，亦偶有捐贈基金作為圖書館經費或向學生徵繳圖書費，藏書量甚少，且無專業館員，在許多方面皆直接承襲修道院及大教堂圖書館。
3. 15世紀時獨立的圖書館建築出現。
4. 西元1500年後，因印刷術的昌明，各大學圖書館的規模均得以擴展。
5. 牛津大學（1168年創立）、劍橋大學（1209年創立）、布拉格大學（1348年創立）、海德堡大學（1386年創立）、維也納大學（1475年創立）等圖書館為著名之古老大學的圖書館。

### 美國
1. 美國學院和大學之現代圖書館是在19世紀末、南北戰爭後才開始發展，當時各圖書館缺乏經費，館員亦無訓練，且無系統。
2. 20世紀初各大學圖書館發展的速度漸增，圖書館學系興設後，館員漸趨專業化。
3. 1930年代由於經濟不景氣，學院及大學圖書館深受打擊，開始研求更新、更有效的服務方式。
4. 二次大戰結束時，各大學院校圖書館已達前所未有之發展，不僅藏書增加，且在校內之地位大為提高。
5. 1965年之高等教育法案，對圖書館設備、圖書館院系及整體高等教育影響甚鉅。
6. 館際儲存中心發軔於「新英格蘭儲存圖書館」。
7. 當代規模最大的大學圖書館為哈佛大學圖書館，藏書超過1500萬冊，這是美國最大的學術圖書館，規模約莫為全球第五。（1638年創立）

### 台灣
- 日治時期

台北帝國大學是台灣日治時期唯一的大學，藏書量與日本國內其他帝國大學相比，只遜於東京帝國大學、京都帝國大學、東北帝國大學，戰後移交的藏書，若不包括未裝訂成冊之期刊，已達47餘萬冊。
- 民國時期

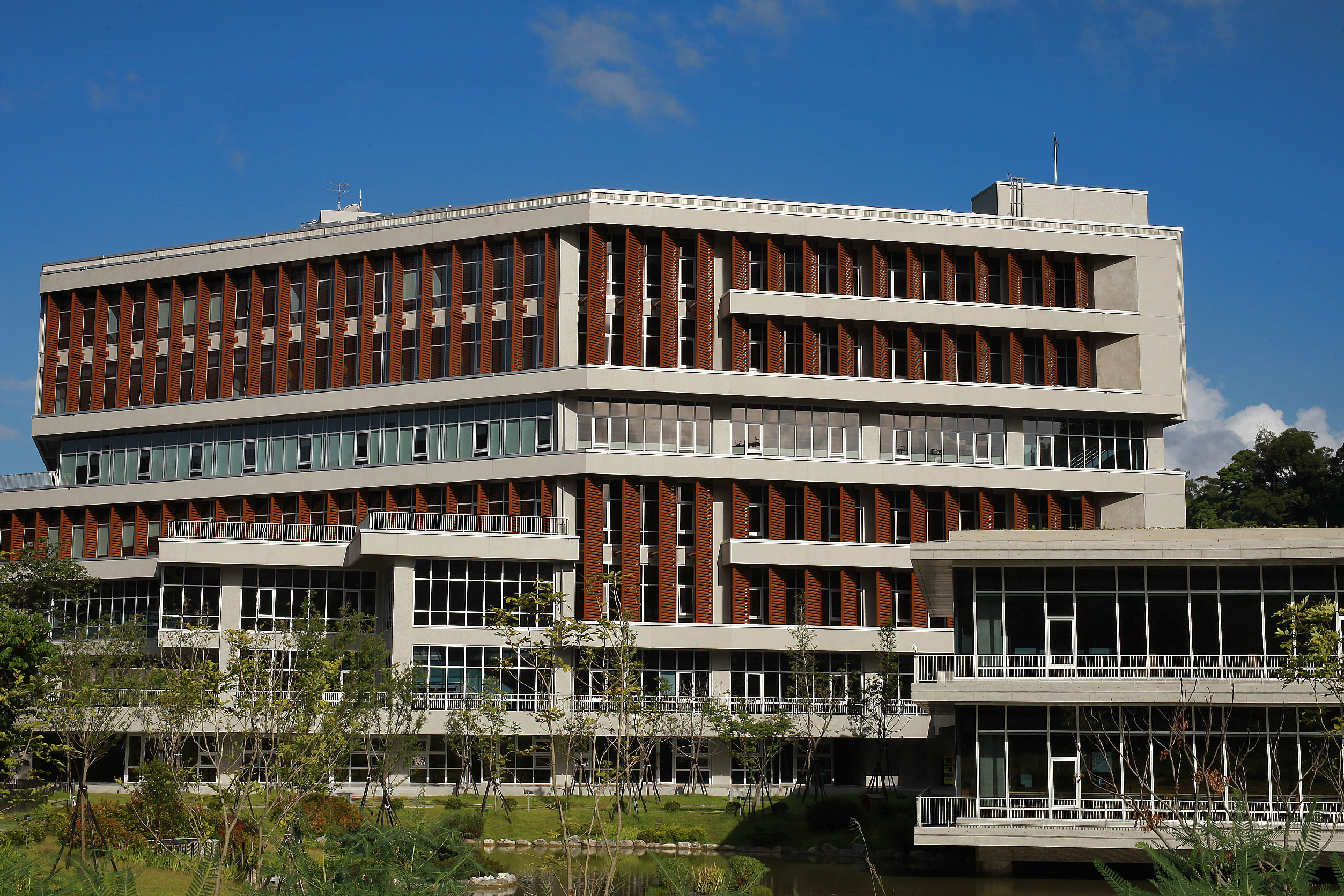
國立政治大學圖書館達賢分館

本節收入台灣大專院校圖書館館藏數目之「中外文實體圖書」在30萬冊以上，「光碟及線上資料庫」在500種以上、「電子書」在50萬種以上的總量統計排序資料。若一校設有多座分館，則以各座分館之總合計算。

#### 「中外文實體圖書」館藏數量前30名的大學圖書館
資料來源：教育部統計處（截至2019年1月31日）
| 排序 | 大學校名                   | 館藏總計  |
| ---- | -------------------------- | --------- |
| 1    | 國立臺灣大學圖書館         | 429.0萬冊 |
| 2    | 國立政治大學圖書館         | 210.8萬冊 |
| 3    | 國立成功大學圖書館         | 183.5萬冊 |
| 4    | 國立臺灣師範大學圖書館     | 174.8萬冊 |
| 5    | 國立清華大學圖書館         | 172.7萬冊 |
| 6    | 淡江大學覺生紀念圖書館     | 141.8萬冊 |
| 7    | 中國文化大學圖書館         | 139.9萬冊 |
| 8    | 天主教輔仁大學圖書館       | 119.7萬冊 |
| 9    | 國立東華大學圖書館         | 118.1萬冊 |
| 10   | 東海大學圖書館             | 108.2萬冊 |
| 11   | 國立中正大學圖書館         | 104.6萬冊 |
| 12   | 國立陽明交通大學圖書館     | 104萬冊   |
| 13   | 國立中興大學圖書館         | 102萬冊   |
| 14   | 國立高雄科技大學圖書館     | 97.1萬冊  |
| 15   | 國立中山大學圖書館         | 93.9萬冊  |
| 16   | 銘傳大學圖書館             | 93.1萬冊  |
| 17   | 國立中央大學圖書館         | 90.84萬冊 |
| 18   | 東吳大學圖書館             | 90.82萬冊 |
| 19   | 逢甲大學圖書館             | 86.9萬冊  |
| 20   | 靜宜大學蓋夏圖書館         | 81.3萬冊  |
| 21   | 中原大學張靜愚紀念圖書館   | 77.4萬冊  |
| 22   | 國立屏東大學圖書館         | 74.7萬冊  |
| 23   | 國立嘉義大學圖書館         | 72.2萬冊  |
| 24   | 台灣首府大學圖書館         | 64.6萬冊  |
| 25   | 世新大學圖書館             | 59.2萬冊  |
| 26   | 國立高雄師範大學圖書館     | 55.9萬冊  |
| 27   | 亞洲大學圖書館             | 54.8萬冊  |
| 28   | 國立暨南國際大學圖書館     | 53.8萬冊  |
| 29   | 國立臺南大學圖書館         | 52.7萬冊  |
| 30   | 朝陽科技大學波錠紀念圖書館 | 52.4萬冊  |

#### 館藏500種以上「光碟及線上資料庫」的大學圖書館
出處：教育部統計處（截至2014年10月15日）
| 排序 | 大學校名       | 館藏總計 |
| ---- | -------------- | -------- |
| 1    | 天主教輔仁大學 | 620種    |
| 2    | 淡江大學       | 613種    |
| 3    | 國立臺灣大學   | 565種    |
| 4    | 國立成功大學   | 564種    |

#### 館藏50萬種以上「電子書」前30名的大學圖書館
出處：教育部統計處（截至2014年10月15日）
| 排序 | 大學校名             | 館藏總計  |
| ---- | -------------------- | --------- |
| 1    | 崑山科技大學         | 358.7萬種 |
| 2    | 國立臺灣大學         | 285.1萬種 |
| 3    | 國立臺灣師範大學     | 243萬種   |
| 4    | 遠東科技大學         | 232.5萬種 |
| 5    | 淡江大學             | 223.5萬種 |
| 6    | 國立清華大學         | 192萬種   |
| 7    | 國立臺南藝術大學     | 186.1萬種 |
| 8    | 南華大學             | 159.1萬種 |
| 9    | 輔仁大學             | 143.7萬種 |
| 10   | 銘傳大學             | 131.6萬種 |
| 11   | 東吳大學             | 113.2萬種 |
| 12   | 中原大學             | 111.1萬種 |
| 13   | 亞洲大學             | 109.7萬種 |
| 14   | 國立雲林科技大學     | 105.4萬種 |
| 15   | 國立東華大學         | 99.3萬種  |
| 16   | 佛光大學             | 88.8萬種  |
| 17   | 逢甲大學             | 85.1萬種  |
| 18   | 南臺科技大學         | 84.3萬種  |
| 19   | 國立中興大學         | 84.1萬種  |
| 20   | 國立臺北科技大學     | 77.8萬種  |
| 21   | 國立嘉義大學         | 73.4萬種  |
| 22   | 國立高雄應用科技大學 | 71.7萬種  |
| 23   | 中山醫學大學         | 69.2萬種  |
| 24   | 國立臺灣科技大學     | 67.9萬種  |
| 25   | 義守大學             | 67.4萬種  |
| 26   | 國立成功大學         | 67.1萬種  |
| 27   | 國立新竹教育大學     | 66.6萬種  |
| 28   | 國立臺中科技大學     | 66.3萬種  |
| 29   | 國立政治大學         | 65.6萬種  |
| 30   | 朝陽科技大學         | 65萬種    |

## 建築與設施
王振鵠（民94）認為圖書館設置的三要素為：館藏、館員、館舍。「圖書館建築是依圖書館設置目的，達成其管理與服務要求的公共建築。圖書館建築的規劃與其適用性有重要的關係，一座適合圖書館各項業務的機能性建築有利於館務的推動」。施振宏、郭啟松（2006）則認為圖書館建築的本質是能滿足圖書館功能、技術和環境要求的產物，且與圖書館價值觀相符合的藝術品。

### 圖書館建築三要素
- 張鼎鍾（民79）認為圖書館建築有三要素：功能、美感、使用行為。[13]

### 相關法規與標準

#### 中華民國
- 大學圖書館設立及營運基準（教育部，93年7月28日訂定，96年2月19日修訂），分為總則、設立、組織與人員、經費、圖書資訊資源、建築與設施、服務、經營管理等八項36條。

- 條文規定：「大學圖書館宜位於校園之適中地點，需預留擴展空間，建築與設施應力求實用、安全、美觀、易於維護及節約能源，其設計應考量樓板載重量、空間與動線配置、業務運作及讀者利用之安全與便利、資料量與服務對象之成長、特殊讀者及未來科技發展。」「館舍空間配置，得視功能區分為讀者服務、技術服務、推廣服務、行政管理、資訊系統、公共設施等空間，建築規劃設計應考量適宜之各類空間樓板面積比例與相對位置及動線。」

- 圖書館建築設備標準（中國圖書館學會台灣省事業改進委員會，民54年訂定）。
- 中華民國國家標準CNS總號13612類號Z7267規定:公共圖書館建築設備（民84年訂定）。
- 中華民國國家標準CNS總號13776類號Z7276規定:圖書館與檔案室典藏出版品與文件之紙質保存性標準（民85年訂定）。
- 中華民國國家標準CNS總號14308類號Z7288規定:圖書館之鋼製書架（民85年訂定）。

#### 中華人民共和國
- 圖書館建築設計規範（JGJ38-99）。

#### 美國
- College Library Standards（The Advisory Group on College Libraries Corporation，1932年訂定）
- Standards for College Libraries（ACRL，1959年訂定），分為功能、組織、經費、人員、館藏、建築、服務、館際合作等八項。

- 分別於1975、1986、2000年修訂。

- Standards for University Libraries（ACRL，1979年訂定），分為服務、館藏、人事、設備、行政管理、經費等六項16條。
- Standards for Libraries in Higher Education（ACRL，2004年訂定），分為序言、命令、資源、檢索、人事、設備、傳播與合作、行政管理、經費等九項。